# Velotte
Velotte es un barrio de la ciudad francesa de Besanzón. Tiene 2.227 habitantes (2006).
- Datos: Q3555372
- Multimedia: Velotte / Q3555372